# Rober Pires
Rober Emanuel Pires (fr. Robert Emmanuel Pirès) je bivši francuski fudbaler. Igrao je na sredini terena, najčešće po levoj strani.

## Klupska karijera

### Mec i Marsej
Pires prolazi sve mlade selekcije FK Meca i 1993. godine dobija priliku da odigra debitantsku utakmicu za prvi tim protiv FK Liona. Za šest sezona provedenih u Mecu odigrao je 162 utakmice i postigao 43 gola i osvojio Francuski liga kup, da bi 1998. godine za 5 miliona funti prešao u FK Olimpik Marsej. Posle dve sezone napušta klub.

### Arsenal
Arsenal kupuje Piresa za 6 miliona funti kao zamenu za Marka Overmarsa koji za rekordnih 25 miliona funti prelazi u Barselonu.U sezoni 2001-2002 ima najviše asistencija u prvenstvu i dobija nagradu za najboljeg fudbalera Arsenala i engleskog prvenstva. Posle lošeg početka sezone 2002/03. Pires se vraća u prošlogodišnju formu i postiže 14 golova na 20 mečeva koje počeo kao starter. Dobija nagradu za najboljeg igrača engleskog prvenstva februara 2003. Pires postiže pobedonosni gol u finalu FA kupa protiv Sauthemptona. U sezoni 2003/04. igra jednu od glavnih uloga zajedno sa Tijerijem Anrijem osvajanju Premijer lige. Nih dvojica su zajedno postigli 57 golova u svim takmičenjima. Sezonu završava sa 14 postignutih golova i 7 asistencija. Sezonu 2004/05.završava kao treći strelac lige, iza Anrija i Endrua Džonsona iz Kristal Palasa.Tokom sezone 2005/06. potpisuje novi ugovor, ali posle nekoliko slabih utakmica postaje zamena za Aleksandra Hleba, Hose Antonija Rejesa i Fredija Ljungberga. Poslednju utakmicu u dresu Arsenala je odigrao protiv Barselone. Odlazak Piresa iz Arsenala izazvao je veliku tugu kod navijača i saigrača.

### Viljareal
Posle šest sezona u Arsenalu Pires se pridružuje ekipi FK Viljareala u maju 2006. Prvu utakmicu počinje kao rezerva protiv Real Sosiedada, prvi gol postiže protiv Betisa, a prvi meč kao starter protiv Barselone. Pires je izjavio da je prezadovoljan uslovima u Španiji, ali da bi voleo da poslednju utakmicu u karijeri odigra za Arsenal.

## Reprezentativna karijera
Pires je bio član šampionskih ekipa na Svetskom prvenstvu 1998. i Evropskom prvenstvu 2000. Nastupao je i na Olimpijadi 1996. i Evropskom prvenstvu 2004. Svetsko prvenstvo 2002. je propustio zbog povrede. Za nacionalni tim je odigrao 79 utakmica i postigao 14 golova.

## Zanimljivosti
Bivši Formula 1 vozač Žan Alezi je jednom prilikom ponudio časove vožnje Piresu.

## Titule
Mec
Titule
- Francuski liga kup: 1996/1997

Drugoplasirani
- Francuska prva liga: 1997/1998

Olimpik Marsej
Drugoplasirani
- Francuska prva liga: 1998/1999
- UEFA kup: 1999.

Arsenal
Titule
- Premijer liga: 2001/2002, 2003/2004
- FA kup: 2003, 2005.

Drugoplasirani
- UEFA liga šampiona: 2005/2006
- Premijer liga: 2000/2001, 2002/2003, 2004/2005
- FA kup: 2001.

Viljareal
Reprezentacija
Titule
- Svetsko prvenstvo 1998.
- Evropsko prvenstvo 2000.
- Kup konfederacija:2001, 2003.

## Spoljašnje veze
- Profil i statistike na sajtu FootballDatabase.com
- Profil na arsenal.com